# بروداچه (شهرستان سوکوووف)
بروداچه (به لهستانی:  Brodacze) یک روستا در لهستان است که در گمینا بیلانه واقع شده‌است.